# Reeperbahn
Reeperbahn − centralna ulica hamburskiej dzielnicy czerwonych latarni St. Pauli.
Wzdłuż Reeperbahn są liczne kluby nocne, bary i dyskoteki. W bocznych ulicach znajdują się takie miejsca jak Plac Beatlesów, najsłynniejsza niemiecka komenda policji Davidwache, teatry i kabarety oraz Panoptikum, gdzie wystawiane są figury woskowe.
Nieopodal Reeperbahn swoją siedzibę ma klub sportowy FC St. Pauli.